# Alnus serrulata
Alnus serrulata är en björkväxtart som först beskrevs av William Aiton, och fick sitt nu gällande namn av Carl Ludwig von Willdenow. Alnus serrulata ingår i släktet alar, och familjen björkväxter. Inga underarter finns listade.

## Bildgalleri

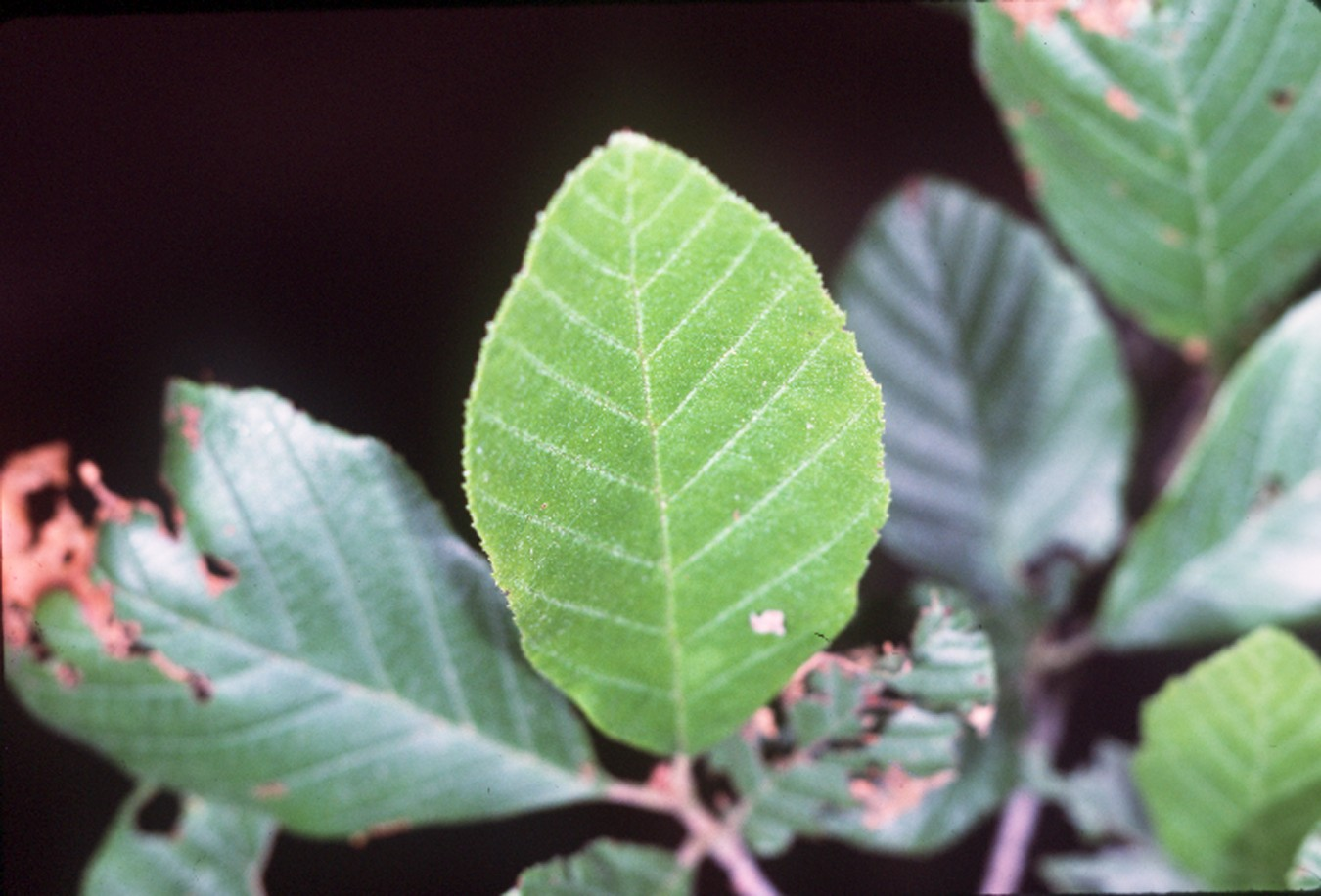
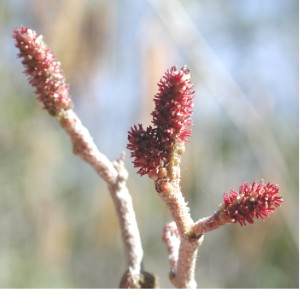
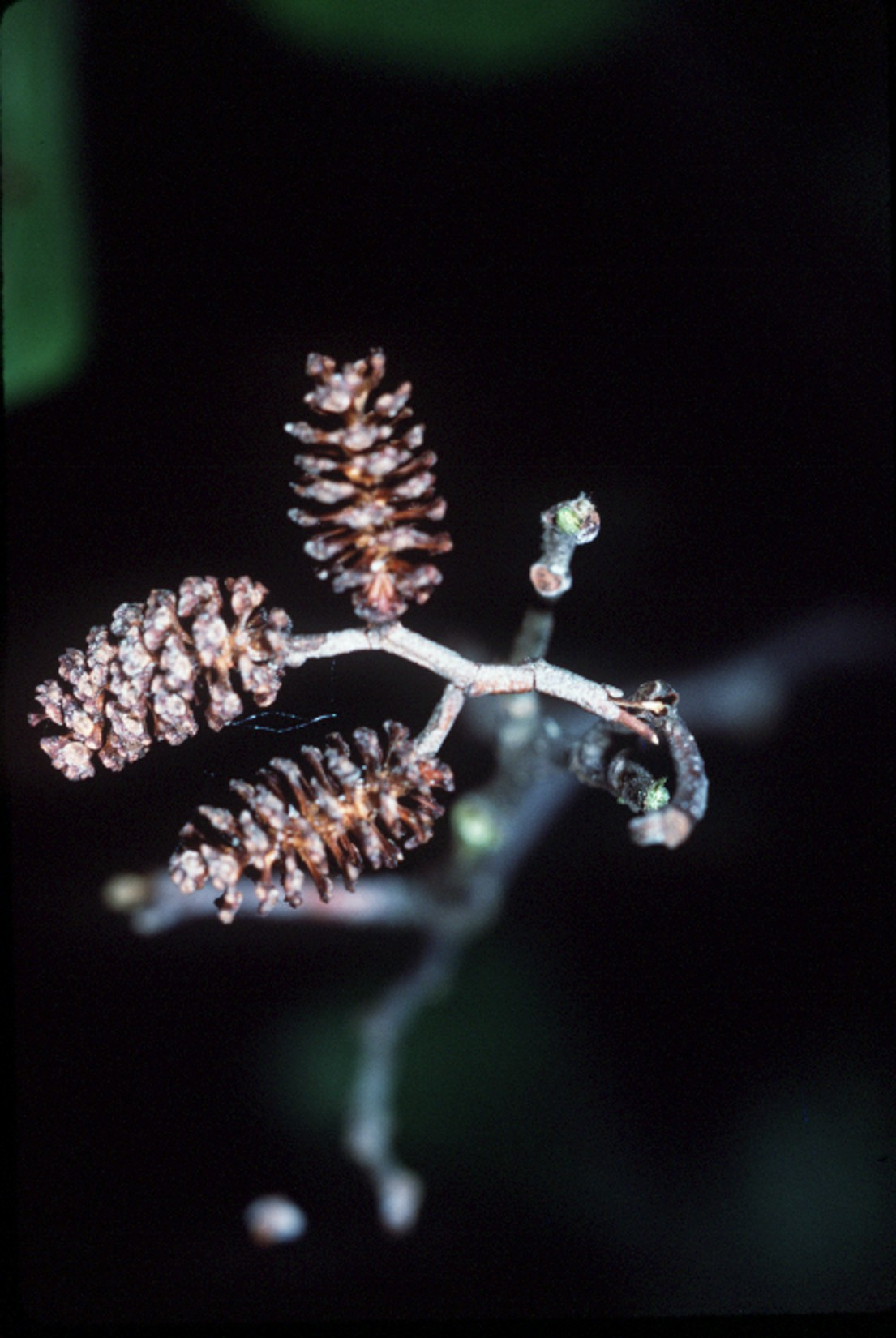
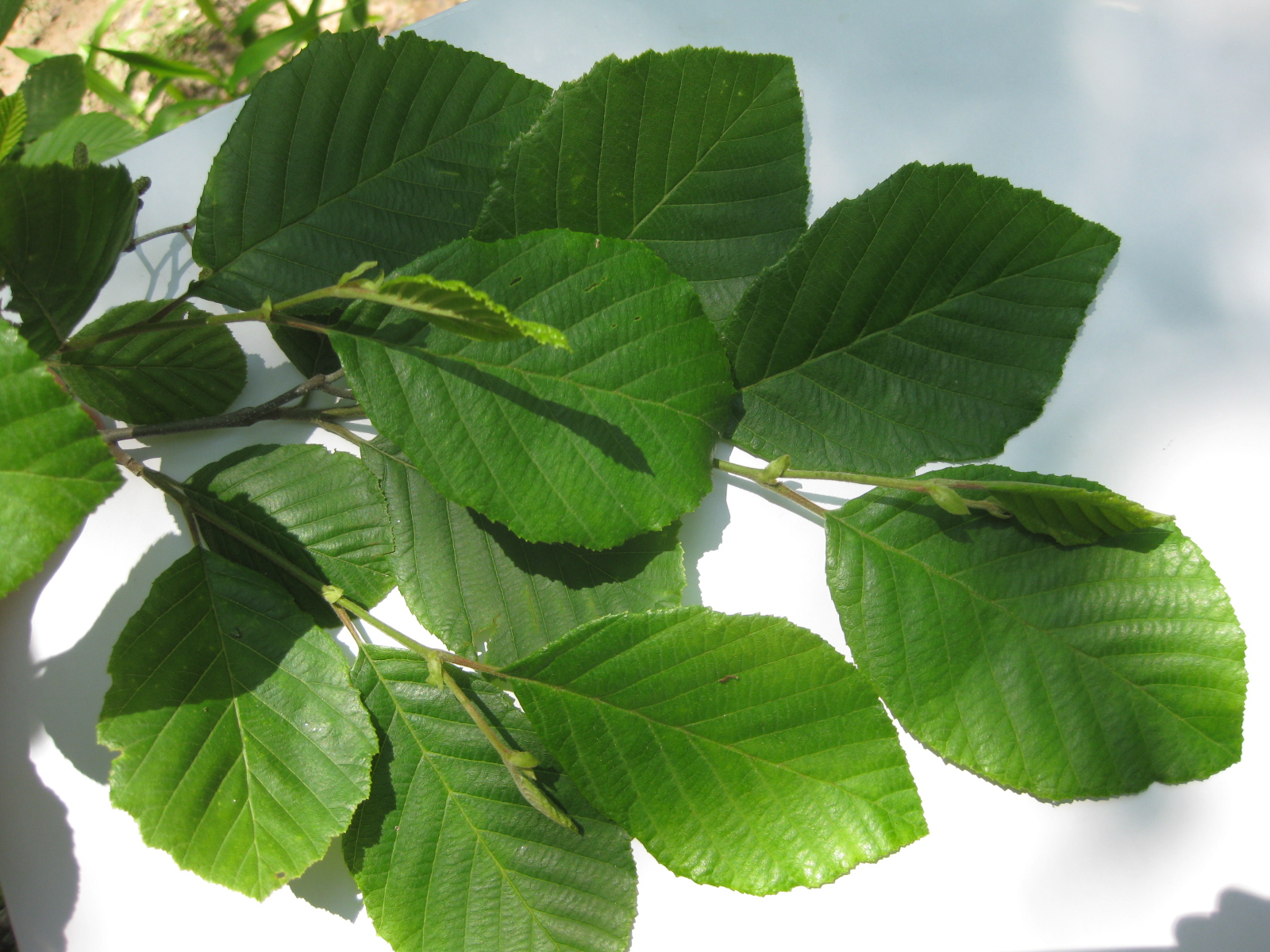
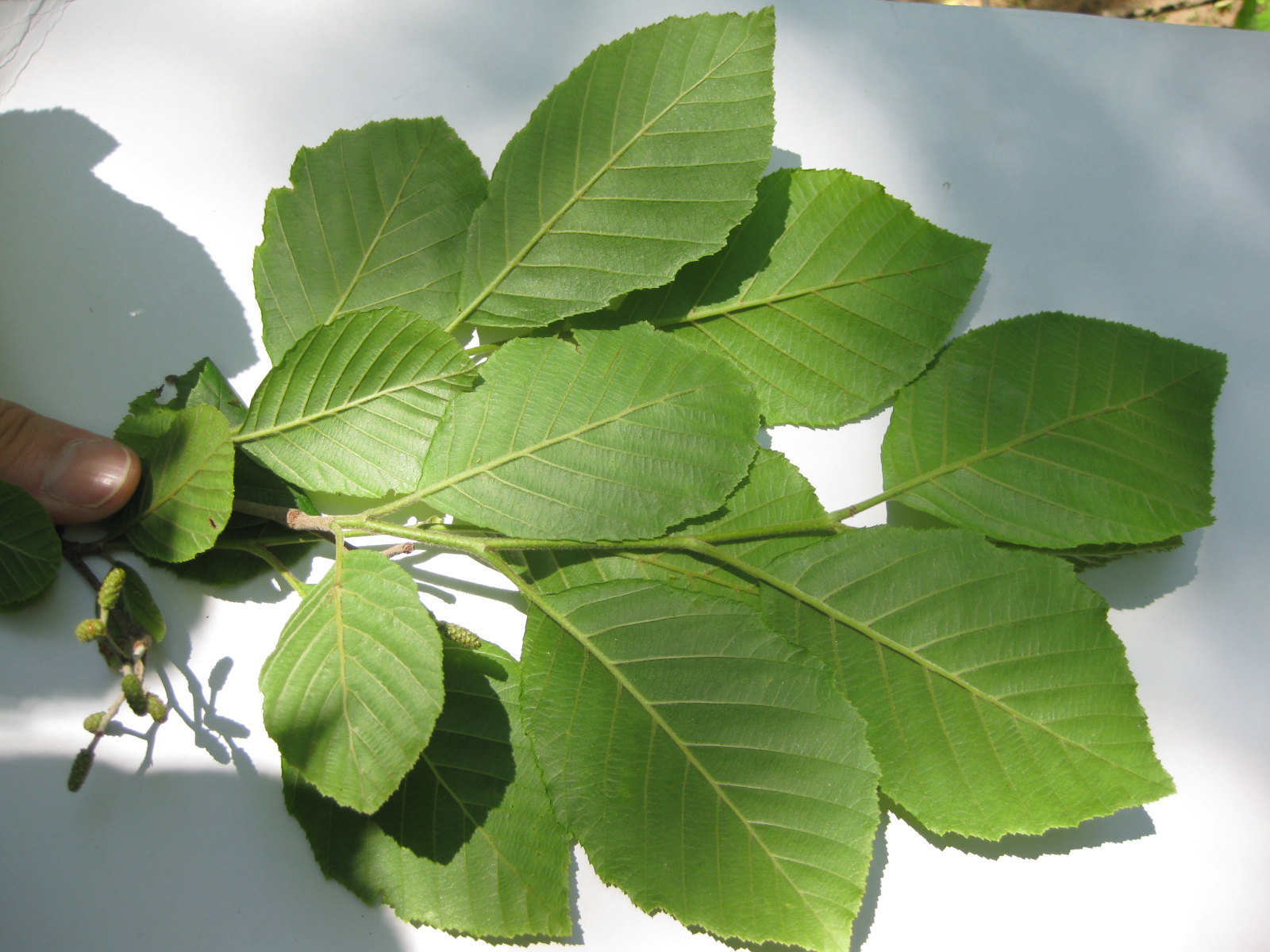
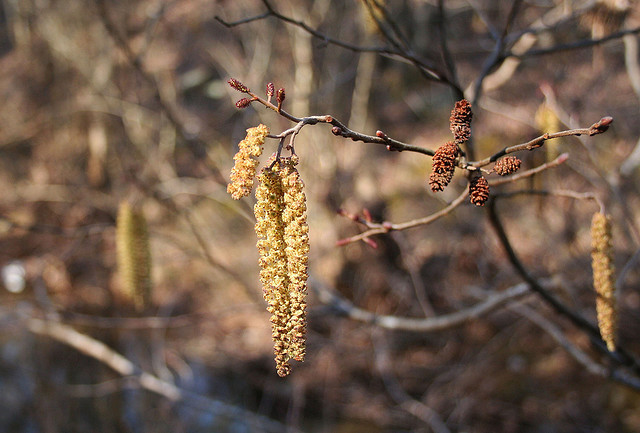